# Omphalucha prosciodes
Omphalucha prosciodes är en fjärilsart som beskrevs av Louis Beethoven Prout 1934. Omphalucha prosciodes ingår i släktet Omphalucha och familjen mätare. Inga underarter finns listade i Catalogue of Life.